# Conescharellina depressa
Conescharellina depressa är en mossdjursart som beskrevs av William Aitcheson Haswell 1881. Conescharellina depressa ingår i släktet Conescharellina och familjen Biporidae. Inga underarter finns listade i Catalogue of Life.